# Рыпка, Ян
Ян Рыпка (чеш. Jan Rypka; 28 мая 1886 года, Кромержиж — 29 декабря 1968 года, Прага) — чешский филолог-востоковед, тюрколог и иранист.

## Биография
Ян Рыпка родился в семье ремесленника, окончил гимназию в Кромержиже. Окончил Венский университет, учился у виднейших специалистов — в частности, Адольфа Вармунда и Йозефа Карабацека. С 1909 года начал публиковать переводы с турецкого и персидского языков (в частности, из Джами), в 1910 году защитил диссертацию, посвящённую творчеству Саади. C 1920 года работал в Праге, с 1930 года — профессор Карлова университета. 
В 1934—1935 годах на протяжении года работал в Тегеране, принял участие в праздновании тысячелетия Фирдоуси, был избран членом Академии персидского языка и литературы. Почётный доктор Тегеранского и Варшавского университетов.
Филологические переводы Рыпки послужили основой для поэтических переводов персидской поэзии (Низами, Омар Хайям) на чешский язык, в том числе выполненных Витезславом Незвалом.